# آب‌فرود

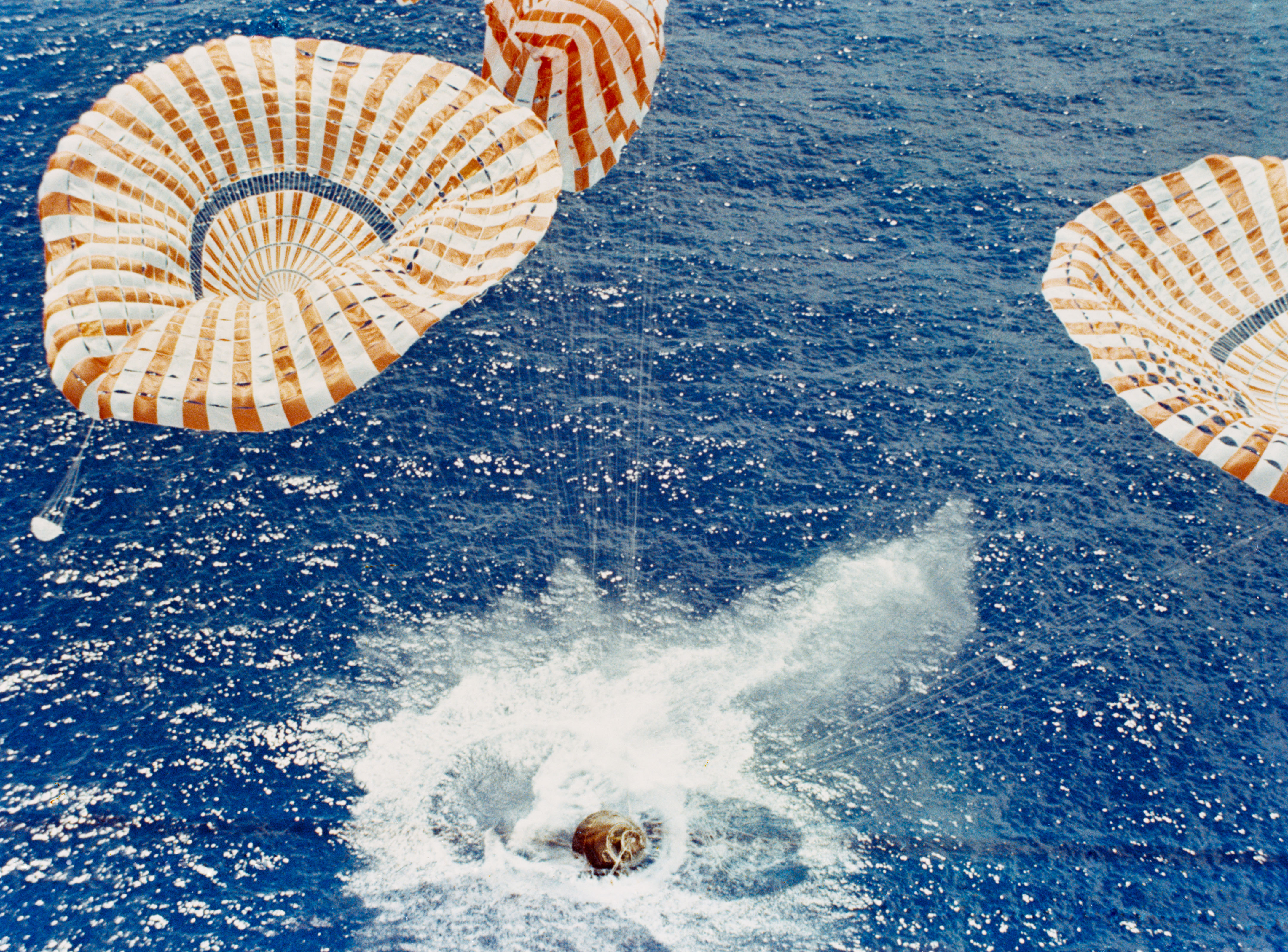
آب‌فرود کپسول فرماندهی آپولو.

به فرود یک فضاپیما یا قطعه‌ای از آن توسط چتر بر روی آب دریا آب‌فُرود (به انگلیسی: Splashdown) گفته می‌شود.
فضاپیماهای سرنشین‌دار آمریکایی پیش از برنامه شاتل فضایی از این روش استفاده می‌کردند و سفینه‌های سایوز روسی و شنژو چینی نیز برای موارد اضطراری توان انجام آب‌فرود را دارند. تنها نمونه از آب‌فرود فضاپیماها در تاریخ شوروی که البته برنامه‌ریزی‌نشده بود مربوط است به فرود سایوز ۲۳. این فضاپیما بر سطح یخ‌زده یک دریاچه فرود آمد و فضانورد را با خطر مرگ روبه‌رو کرد.
خاصیت نرم آب به گونه‌ای است که کپسول‌های فضایی در مرحله پایانی فرود نیازی به ترمز فرود ندارند. روش فرود بر روی آب در برنامه‌های مرکوری، جمینای و آپولو (ازجمله اسکای‌لب که از کپسول‌های آپولو استفاده می‌کرد) به‌کار رفته‌است.
در پروازهای اولیه مرکوری، یک بالگرد کابلی را به کپسول فضانوردان متصل می‌کرد و با برداشتن این کپسول از آب، آن را به کشتی‌ای در نزدیکی محل می‌رساند. این روش پس از غرق شدن سفینه لیبرتی بل ۷ تغییر کرد. تمامی کپسول‌های مرکوری، جمینای و آپولو «دامن شنا» داشتند که لاستیک‌هایی بود که به شناور ماندنشان کمک می‌کرد. این کپسول‌های فضانوردی سپس به‌وسیله کشتی‌هایی بر روی آب یدک می‌شدند و با یک بالابر به عرشه کشتی آورده می‌شدند.

## نگارخانه

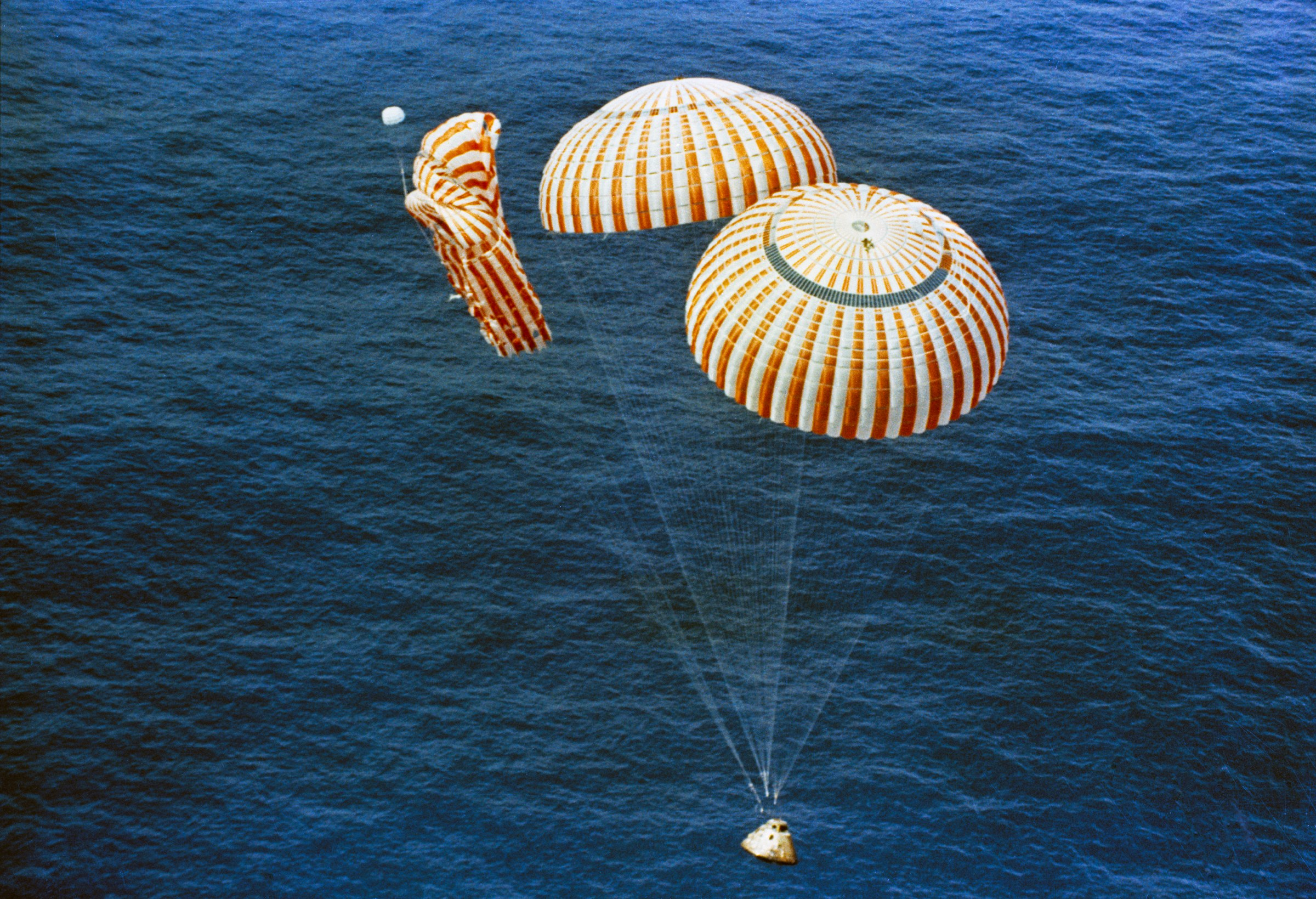
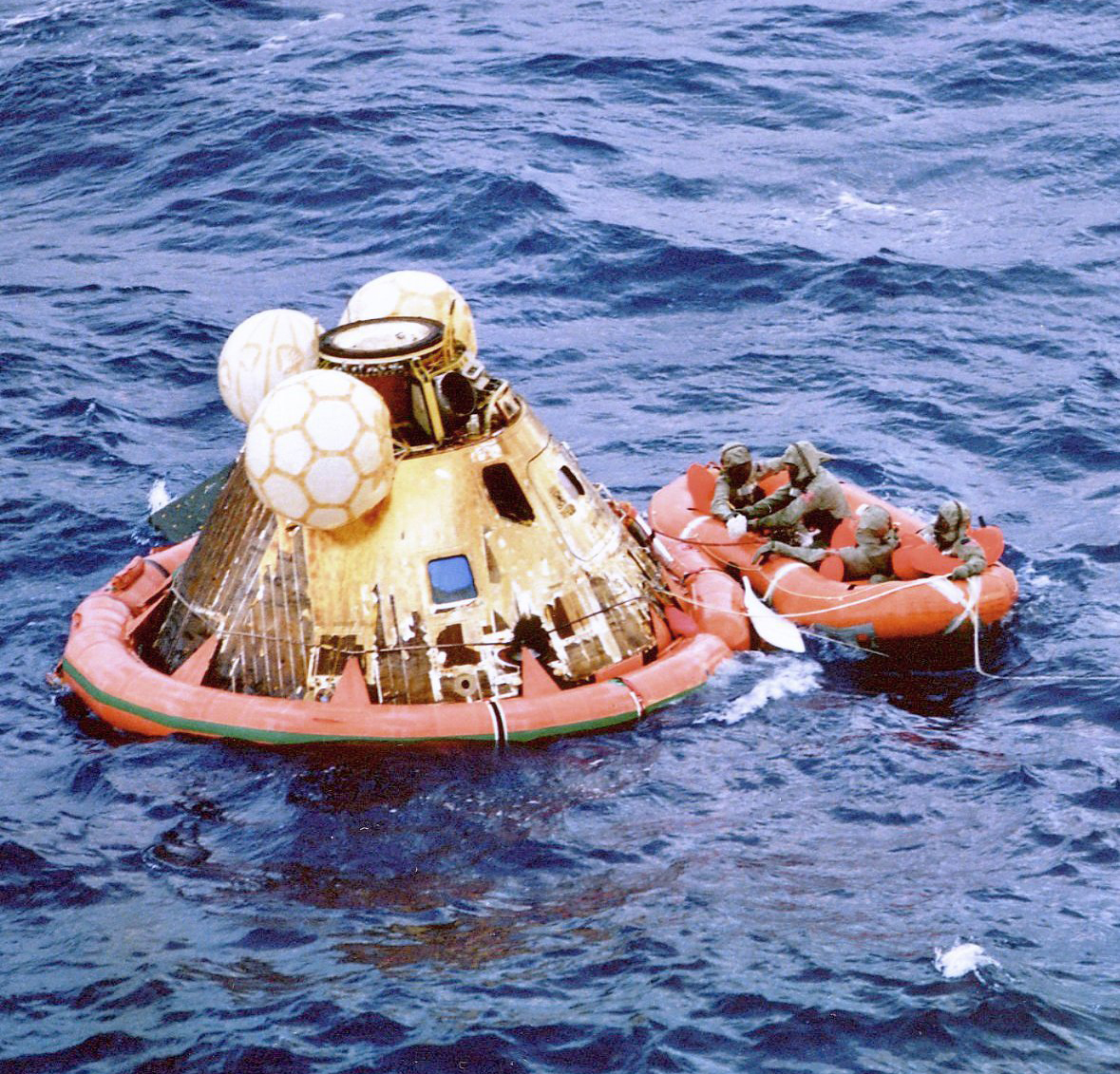
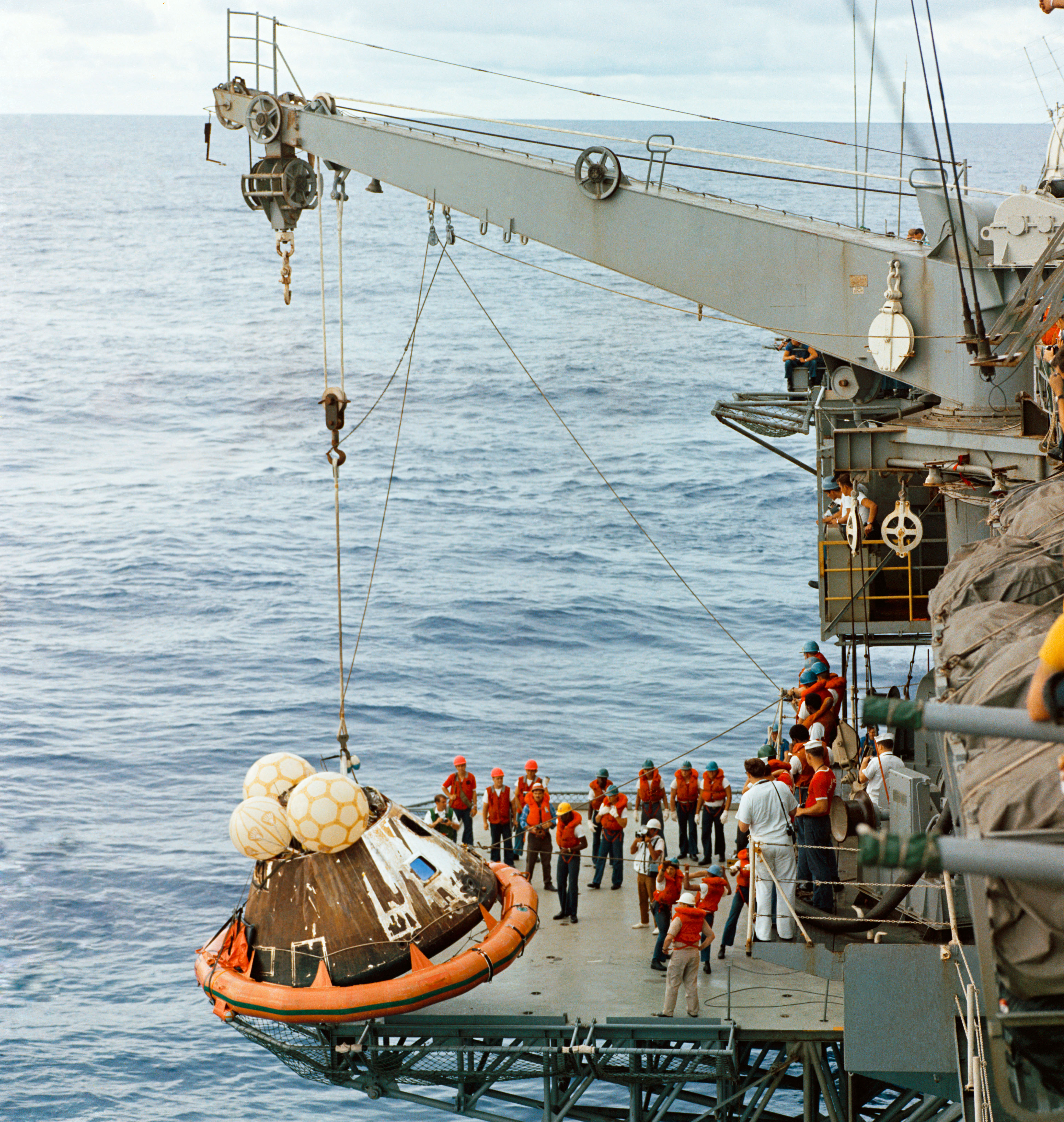
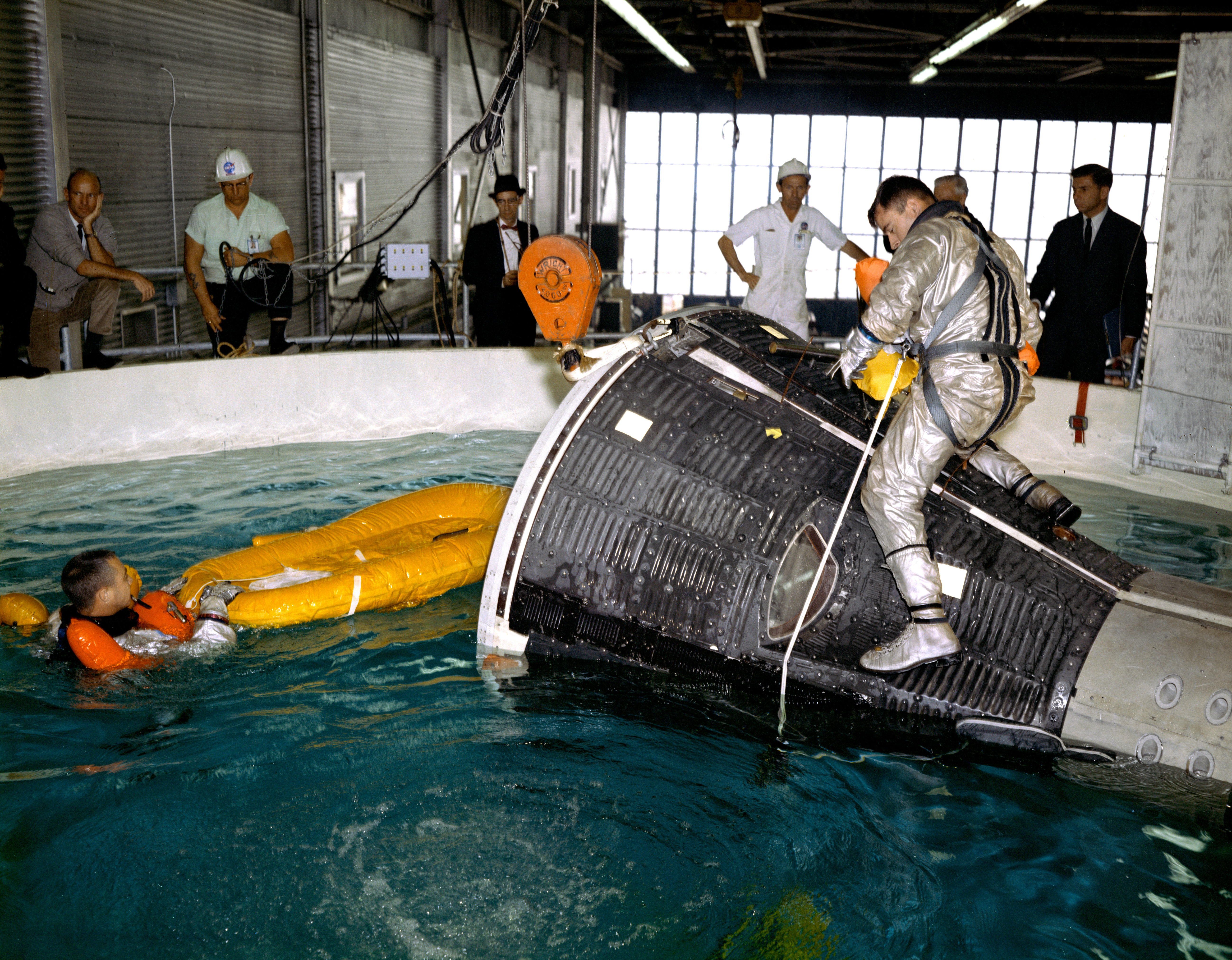
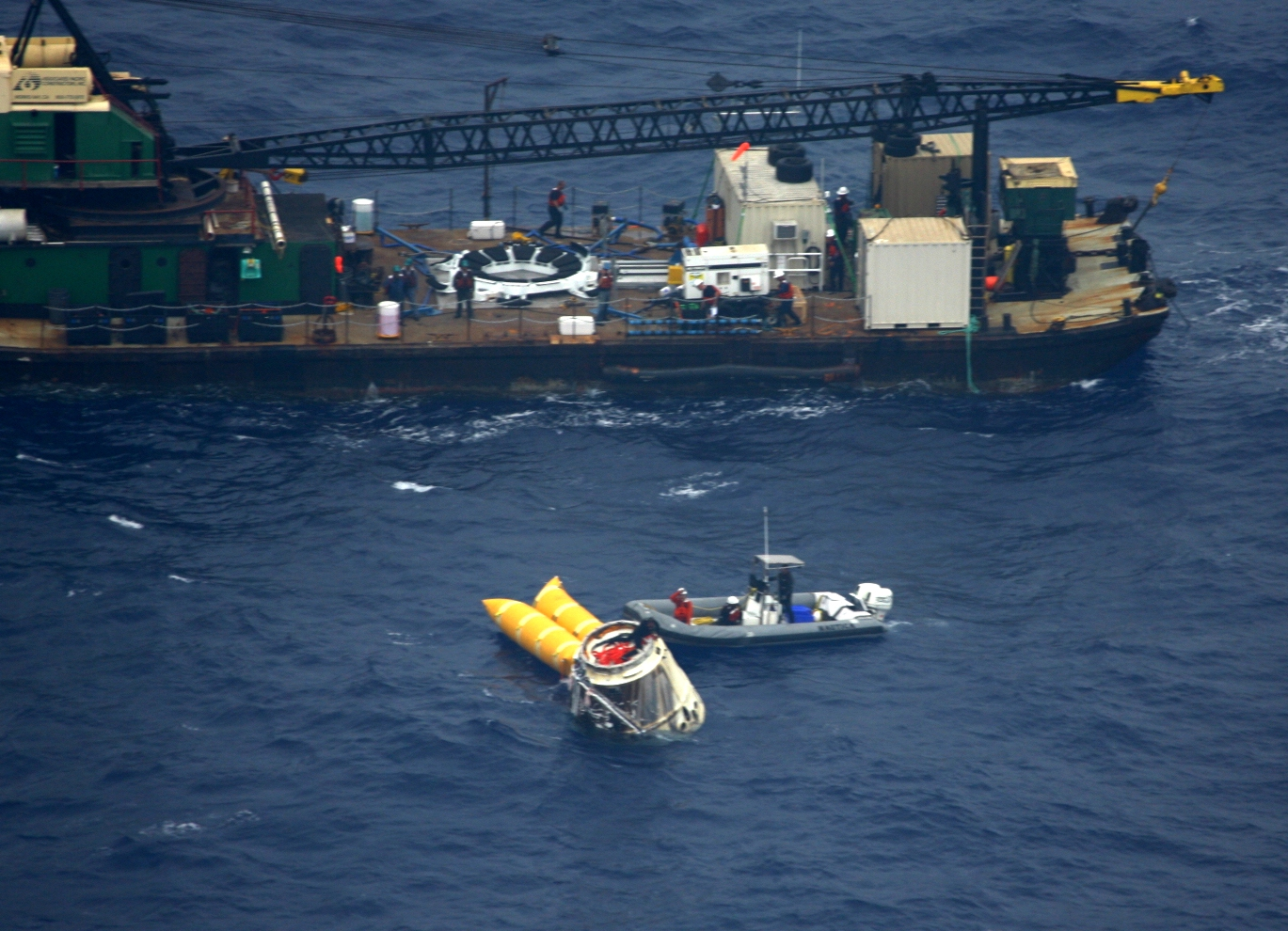